# Lista de episódios de Scream Queens
Scream Queens é uma série de televisão americana criada para a Fox por Ryan Murphy, Brad Falchuk e Ian Brennan. A série estreou em 22 de setembro de 2015, tanto nos Estados Unidos como também no Brasil. A primeira temporada centra-se na fraternidade Kappa Kappa Tau da Universidade Wallace, que passa a ser alvo de um assassino em série, vestido como uma fantasia de Diabo Vermelho. A segunda temporada se passa em um hospital, onde alguns dos casos médicos mais fascinantes e bizarros acontecem.
Em 15 de maio de 2017, a Fox anunciou o cancelamento da série. A série foi finalizada com 23 episódios e 2 temporadas.

## Resumo
| Temporada | Temporada | Episódios | Episódios | Originalmente exibido  | Originalmente exibido  |
| Temporada | Temporada | Episódios | Episódios | Estreia da temporada   | Final da temporada     |
| --------- | --------- | --------- | --------- | ---------------------- | ---------------------- |
|           | 1         | 13        | 13        | 22 de setembro de 2015 | 8 de dezembro de 2015  |
|           | 2         | 10        | 10        | 20 de setembro de 2016 | 20 de dezembro de 2016 |

## Episódios

### Temporada 1 (2015)
| N.º na série | N.º na temp. | Título                  | Dirigido por      | Escrito por                             | Exibição original      | Audiência (milhões) |
| ------------ | ------------ | ----------------------- | ----------------- | --------------------------------------- | ---------------------- | ------------------- |
| 1            | 1            | "Pilot"                 | Ryan Murphy       | Ryan Murphy, Brad Falchuk & Ian Brennan | 22 de setembro de 2015 | 4.04                |
| 2            | 2            | "Hell Week"             | Brad Falchuk      | Ryan Murphy, Brad Falchuk & Ian Brennan | 22 de setembro de 2015 | 4.04                |
| 3            | 3            | "Chainsaw"              | Ian Brennan       | Ian Brennan                             | 29 de setembro de 2015 | 3.46                |
| 4            | 4            | "Haunted House"         | Brad Buecker      | Brad Falchuk                            | 6 de outubro de 2015   | 2.97                |
| 5            | 5            | "Pumpkin Patch"         | Brad Falchuk      | Brad Falchuk                            | 13 de outubro de 2015  | 2.39                |
| 6            | 6            | "Seven Minutes in Hell" | Michael Uppendahl | Ryan Murphy                             | 20 de outubro de 2015  | 2.59                |
| 7            | 7            | "Beware of Young Girls" | Barbara Brown     | Ryan Murphy                             | 3 de novembro de 2015  | 2.44                |
| 8            | 8            | "Mommie Dearest"        | Michael Uppendahl | Ian Brennan                             | 10 de novembro de 2015 | 2.51                |
| 9            | 9            | "Ghost Stories"         | Michael Uppendahl | Ryan Murphy                             | 17 de novembro de 2015 | 2.37                |
| 10           | 10           | "Thanksgiving"          | Michael Lehmann   | Brad Falchuck                           | 24 de novembro de 2015 | 1.98                |
| 11           | 11           | "Black Friday"          | Barbara Brown     | Ian Brennan                             | 1 de dezembro de 2015  | 2.40                |
| 12           | 12           | "Dorkus"                | Bradley Buecker   | Ryan Murphy, Brad Falchuk & Ian Brennan | 8 de dezembro de 2015  | 2.53                |
| 13           | 13           | "The Final Girl(s)"     | Brad Falchuk      | Ryan Murphy, Brad Falchuk & Ian Brennan | 8 de dezembro de 2015  | 2.53                |

### Temporada 2 (2016)
| N.º na série | N.º na temp. | Título                    | Dirigido por     | Escrito por                              | Exibição original      | Audiência (milhões) |
| ------------ | ------------ | ------------------------- | ---------------- | ---------------------------------------- | ---------------------- | ------------------- |
| 14           | 1            | "Scream Again"            | Brad Falchuk     | Ryan Murphy & Brad Falchuk & Ian Brennan | 20 de setembro de 2016 | 2.17                |
| 15           | 2            | "Warts and All"           | Bradley Buecker  | Brad Falchuk                             | 27 de setembro de 2016 | 1.70                |
| 16           | 3            | "Handidates"              | Barbara Brown    | Ian Brennan                              | 11 de outubro de 2016  | 1.59                |
| 17           | 4            | "Halloween Blues"         | Loni Peristere   | Brad Falchuk                             | 18 de outubro de 2016  | 1.43                |
| 18           | 5            | "Chanel Pour Homme-Icide" | Barbara Brown    | Ian Brennan                              | 15 de novembro de 2016 | 1.42                |
| 19           | 6            | "Blood Drive"             | Mary Wigmore     | Brad Falchuk                             | 22 de novembro de 2016 | 1.15                |
| 20           | 7            | "The Hand"                | Barbara Brown    | Ian Brennan                              | 29 de novembro de 2016 | 1.33                |
| 21           | 8            | "Rapunzel, Rapunzel"      | Jamie Lee Curtis | Brad Falchuk                             | 6 de dezembro de 2016  | 1.18                |
| 22           | 9            | "Lovin the D"             | Maggie Kiley     | Ian Brennan                              | 13 de dezembro de 2016 | 1.13                |
| 23           | 10           | "Drain the Swamp"         | Ian Brennan      | Brad Falchuk & Ian Brennan               | 20 de dezembro de 2016 | 1.37                |

## Audiência
Nota: Para mais informações sobre a audiência, consulte a Audiência da 1.ª temporada e Audiência da 2.ª temporada.
| Temporada | Temporada | Ep. 1 | Ep. 2 | Ep. 3 | Ep. 4 | Ep. 5 | Ep. 6 | Ep. 7 | Ep. 8 | Ep. 9 | Ep. 10 | Ep. 11 | Ep. 12 | Ep. 13 |
| --------- | --------- | ----- | ----- | ----- | ----- | ----- | ----- | ----- | ----- | ----- | ------ | ------ | ------ | ------ |
|           | 1         | 4.04  | 4.04  | 3.46  | 2.97  | 2.39  | 2.59  | 2.44  | 2.51  | 2.37  | 1.98   | 2.40   | 2.53   | 2.53   |
|           | 2         | 2.17  | 1.70  | 1.59  | 1.43  | 1.42  | 1.15  | 1.33  | 1.18  | 1.13  | 1.37   | N/A    | N/A    | N/A    |